# Canton de Lestre
Le canton de Lestre est une ancienne circonscription administrative de la Manche. Il faisait partie du district de Valognes.

## Historique
Créé en 1790, ce canton a été supprimé par la Convention en juin 1793. Rétabli par le Directoire en octobre 1795, il a disparu définitivement en 1801. 